# Turn Up the Radio
"Turn Up the Radio" là một bài hát của ca sĩ người Mỹ Madonna nằm trong album phòng thu thứ 12 của cô là MDNA (2012). Bài hát được sáng tác và sản xuất bởi chính cô và Martin Solveig, với sự tham gia hỗ trợ viết lời từ Michael Tordjman và Jade Williams. Đây là đĩa đơn thứ tư và cũng là cuối cùng từ album, phát hành ngày 3 tháng 8 năm 2012 bởi Interscope Records. Đây là một bài hát dance-pop mang một số thể loại chịu ảnh hưởng từ nhạc điện tử.
Bài hát nhận được nhiều phản ứng tích cực từ các nhà phê bình, và trở thành đĩa đơn quán quân thứ 43 của Madonna trên bảng xếp hạng Hot Dance Club Songs của Billboard, giúp cô giữ vững ngôi vị là Nghệ sĩ lên ngôi bảng xếp hạng này nhiều nhất. Một bản phối lại cho "Turn Up the Radio" còn có sự tham gia của nhóm nhạc Far East Movement.

## Danh sách bài hát
- EP Remix kĩ thuật số[1]

1. "Turn Up the Radio" (Offer Nissim Remix) — 7:28
2. "Turn Up the Radio" (Martin Solveig Club Mix) — 5:31
3. "Turn Up the Radio" (R3hab Remix) — 5:41
4. "Turn Up the Radio" (Madonna vs. Laidback Luke) (hợp tác với Far East Movement) — 3:23

## Đội ngũ sản xuất
- Madonna — viết bài hát, sản xuất
- Martin Solveig — viết bài hát, sản xuất, điệu synths, trống và toàn bộ các nhạc cụ khác
- Jade Williams — viết bài hát
- Michael Tordjman — viết bài hát, synths
- Sarm West Studios — thu âm
- MSR Studios — thu âm

Dữ liệu lấy từ ghi chú của MDNA (2012), Hãng thu âm Interscope

## Xếp hạng
| Bảng xếp hạng (2012)                         | Vị trí cao nhất |
| -------------------------------------------- | --------------- |
| Bỉ (Ultratip Flanders)                       | 20              |
| Belgium Dance (Ultratop Flanders)            | 2               |
| Bỉ (Ultratip Wallonia)                       | 13              |
| Belgium Dance (Ultratop Wallonia)            | 34              |
| Global Dance Tracks (Billboard)              | 17              |
| Nhật Bản (Japan Hot 100)                     | 68              |
| Tây Ban Nha (PROMUSICAE)                     | 30              |
| South Korea International (Gaon Music Chart) | 125             |
| UK Singles (Official Charts Company)         | 175             |
| Hoa Kỳ Dance Club Songs (Billboard)          | 1               |
| US Hot Singles Sales (Billboard)             | 3               |

| Bảng xếp hạng (2012)                   | Vị trí |
| -------------------------------------- | ------ |
| US Hot Dance Club Songs (Billboard)    | 33     |
| US Hot Dance Singles Sales (Billboard) | 21     |
| US Hot Singles Sales (Billboard)       | 38     |

## Lịch sử phát hành
| Quốc gia | Ngày                | Định dạng            |
| -------- | ------------------- | -------------------- |
| Mỹ       | 7 tháng 8 năm 2012  | EP Remix kĩ thuật số |
| Đức      | 17 tháng 8 năm 2012 | Đĩa đơn CD           |
| Đức      | 24 tháng 8 năm 2012 | EP Remix kĩ thuật số |